# N2 (Portugal)
De Estrada Nacional n° 2 (N2 of EN2) is een Portugese nationale weg, die het land van noord naar zuid doorloopt, vanaf Chaves (kilometer 0) in het noorden tot Faro (km 738,5) in het zuiden. Het is de langste nationale weg van het land.
De weg doorkruist elf districten: Vila Real, Viseu, Coimbra, Leiria, Castelo Branco, Santarém, Portalegre, Évora, Setúbal, Beja en Faro.

## Plaatsen langs de EN2
- Chaves
- Vila Pouca de Aguiar
- Vila Real
- Peso da Régua
- Lamego
- Castro Daire
- Viseu
- Tondela
- Penacova
- Sertã
- Abrantes
- Ponte de Sor
- Mora
- Montemor-o-Novo
- Alcáçovas
- Ferreira do Alentejo
- Aljustrel
- Castro Verde
- Almodôvar
- São Brás de Alportel
- Faro